# 220 г. пр.н.е.
220 (двеста и двадесета) година преди новата ера (пр.н.е.) е година от доюлианския (Помпилийски) римски календар.

## Събития

### В Европа

#### В Римската република
- За редовни Консули са избрани Марк Валерий Левин и Квинт Муций Сцевола.
- Избраните консули или се оттеглят или по-вероятно не встъпват в длъжност заради нередности при избора.[1] На тяхно място са избрани Квинт Лутаций Катул и Луций Ветурий Филон.
- Цензори са Луций Емилий Пап и Гай Фламиний.
- По нареждане на цензора Фламиний са построени Виа Фламиния и Циркус Фламиниус.[2]

#### В Гърция
- Начало на Съюзническата война (220 – 217 пр.н.е.), в която Филип V Македонски воюва с етолийците и Спарта.[1]

#### В Илирия
- Експедиции на Деметрий от Фарос и Скердилайд в Адриатическо море.[1]

#### В Испания
- Ханибал побеждава вакцеите, превзема Саламанка и покорява Централна Испания.[1]
- Римски пратеници се срещат с Ханибал в зимната му квартира в Нови Картаген.[1]

### В Азия
- Селевкидския генерал Ахей се провъзгласява за цар в Мала Азия.[1]

### В Африка

#### В Египет
- Арсиноя III се омъжва за брат си Птолемей IV.

## Родени
- Атал II, цар на Пергам от династията на Аталидите (умрял 138 г. пр.н.е.)
- Марк Пакувий, римски трагичен поет (умрял 130 г. пр.н.е.)

## Починали
- Конон Самоски, (роден ок. 280 г. пр.н.е.)
- Молон, e генерал, узурпатор и цар на Вавилония